# Ha'apai 13
Ha'apai 13 es un distrito electoral para la Asamblea Legislativa de Tonga. Se estableció para las elecciones generales de noviembre de 2010, cuando los distritos electorales regionales multi-escaños para Representantes Populares fueron reemplazados por distritos electorales de un solo asiento, eligiendo a un representante. Ubicado en la isla de Ha'apai grupo de isla, abarca los pueblos de Nomuka, Mango, Fonoifua, Haʻafeva, Kotu, Tungua, Tofua, Fotuhaʻun, Matuku, ʻOʻua, Fakakai, Pukotala, Ha'ano, Muitoa, Moʻungaʻun, Fotua, Fangaleʻounga, Lotofoa, Faleloa, Haʻateihosiʻi, y Haʻafakahenga. Es uno de dos distritos electorales de Haʻapai, el otro es Ha'apai 12.
Su primer representante (y hasta ahora único) es 'Uliti Uata, del Partido Democrático de las Islas Amigas. Fue elegido por primera vez a la Asamblea en 1975, luego abandonó la política en 1980 y regresó a la Asamblea en 1993, siendo reelegido continuamente desde ese momento en adelante. En 2010, comenzó así su octavo mandato como diputado, en este nuevo distrito electoral.

## Miembros del Parlamento
| Elección | Miembro      | Partido                                 |
| -------- | ------------ | --------------------------------------- |
| 2010     | 'Uliti Uata  | Partido Democrático de las Islas Amigas |
| 2014     | Veivosa Taka | Partido Democrático de las Islas Amigas |
| 2017     | Veivosa Taka | Partido Democrático de las Islas Amigas |
| 2021     | Veivosa Taka | Partido Democrático de las Islas Amigas |